# Żydów (Żydówek)
Żydów – przysiółek wsi Żydówek w Polsce, położony w województwie świętokrzyskim, w powiecie pińczowskim, w gminie Kije.
W latach 1975–1998 przysiółek administracyjnie należał do województwa kieleckiego.

## Historia
Wieś lokowana w wieku XIII.

### Średniowiecze
Według Długosza Wincenty Kadłubek, biskup. krakowski, przeniósł w roku 1213 prebendę z kościoła parafialnego we wsi Kije do kolegiaty kieleckiej.

Prebenda ta nosiła nazwę żydowskiej, ponieważ wieś Żydów stanowiła jej główne uposażenie. Część wsi Żydów nadana prebendzie przybrała nazwę Żydówek, zaś przy części szlacheckiej (dziś Żydów) powstała wieś Wola Żydowska, istniejąca już w XV wieku.
W połowie XV wieku we wsi "Zydow parva" (Żydówek) były trzy łany kmiece, dające po 1 grzywnie czynszu prebendzie kieleckiej a także i dziesięcinę snopową i konopną, wartości do 2 grzywien.

Kanonik miał tu swój dwór i folwark pięknie zabudowany. "Żydow magna" alias rycerski (militaris) był własnością Rafała Gołuchowskiego herbu Leliwa, który miał tu 4 łany kmiece, dające prebendzie kieleckiej dziesięcin, wartości do trzech grzywien. Cztery karczmy z rolami tamże dawały dziesięcinę, równie jak i 2 zagrodników (Długosz, L. B., l, 458, 461). Według registru poborowego powiatu wiślickiego w roku 1579 wieś Żydów miała 4 zagrodników z rolą, 1 bez roli, 4 osady, 1 łan, 3 biednych, 2 rzemieślników (Pawiński Kod. Małop 219, 488).

### Wiek XIX
Żydów - w wieku XIX był folwarkiem w powiecie stopnickim, gminie Chmielnik, parafii Kije, odległym 28 wiorst od Stopnicy.
W 1827 roku miał Żydów 4 domy, i 29 mieszkańców.
W roku 1882 folwark Żydów był rozległy na mórg 865 z tego: grunta orne i ogrody mórg 202, łąk mórg 100, lasu mórg 538, nieużytków mórg, 25; budynków murowanych było 7, drewnianych 11, płodozmian 7-polowy, las nieurządzony, eksploatował pokłady wapna i torfu.
Wieś Wola Żydowska osad 40, mórg 279.